# Habenaria yuana
Habenaria yuana är en orkidéart som beskrevs av Tang och Fa Tsuan Wang. Habenaria yuana ingår i släktet Habenaria och familjen orkidéer. IUCN kategoriserar arten globalt som sårbar. Inga underarter finns listade i Catalogue of Life.